# Anastasio de Salona
Anastasio de Salona o Anastasio el batanero (f. 304) es un santo cristiano de la Iglesia católica. Anastasio era un batanero en Aquilea, quien posteriormente trasladó su taller a Salona, en Dalmacia, a un lado de Split, donde se hallaba el palacio de Dioclesiano.
Fue martirizado ahogado después de haber proclamado su fe cristiana abiertamente pintando una cruz en su puerta.
Es el patrón de los bataneros y tejedores. Su onomástica se celebra el 26 de agosto.